# Quinoxalina
Una quinoxalina, también llamadas benzopirazinas en química orgánica, es un compuesto heterocíclico el cual contiene un anillo complejo formado por un anillo de benceno y un anillo de pirazina. Es isométrico con respecto a las quinazolinas.
Las quinoxalinas se emplean como tintes, en medicamentos y antibióticos tales como la equinomicina, el levomycín y el actinoleutín.
Están formados por la condensación de ortodiaminas con 1,2-dicetonas; la quinoxalina, la sustancia padre del grupo, resulta de la condensación del derivado difenilcetónico del glioxal o etanodial, existiendo otros derivados como los ácidos α-cetónicos, α-clorocetonas, alcoholes α-aldehídos y alcoholes α-cetónicos.
Un estudio empleó ácido 2-Yodoxibenzoico (IBX) como catalizador en la reacción del bencilo con o-fenilendiamina: